# Quận Liberty, Georgia
Quận Liberty là một quận trong tiểu bang Georgia, Hoa Kỳ. Quận lỵ đóng ở thành phố Hinesville 6. Theo điều tra dân số năm 2000 của Cục điều tra dân số Hoa Kỳ, quận có dân số 61.610 người 2. Năm 2007, ước tính dân số quận này là 60.503 người.

## Địa lý

### Xa lộ
- Interstate 95
- U.S. Highway 17
- U.S. Highway 84
- Georgia State Route 25
- Georgia State Route 119
- Georgia State Route 129
- Georgia State Route 144
- Georgia State Route 196

### Quận giáp ranh
- Bryan County, Georgia - bắc
- McIntosh County, Georgia - nam
- Long County, Georgia - tây
- Evans County, Georgia - tây bắc
- Tattnall County, Georgia - tây bắc